# میزون کاري
ميزون كاري ( الفرنسية "منزل مربع") هو معبد روماني قديم في نيم ، جنوب فرنسا ؛ إنه أحد أفضل المعابد الرومانية المحفوظة للبقاء على قيد الحياة في أراضي الإمبراطورية الرومانية السابقة.
ألهمت میزون کاري الكنيسة الكلاسيكية الجديدة كنيسة مادلين في باريس ، وكنيسة القديس مارسيلينوس في روغالين ، بولندا ، وفي الولايات المتحدة مبنى الكابيتول بولاية فرجينيا ،  والذي صممه توماس جيفرسون ، الذي كان لديه نموذج من الجص مصنوع من ميزون كاري عندما كان وزيرا لفرنسا عام 1785.

## التاريخ

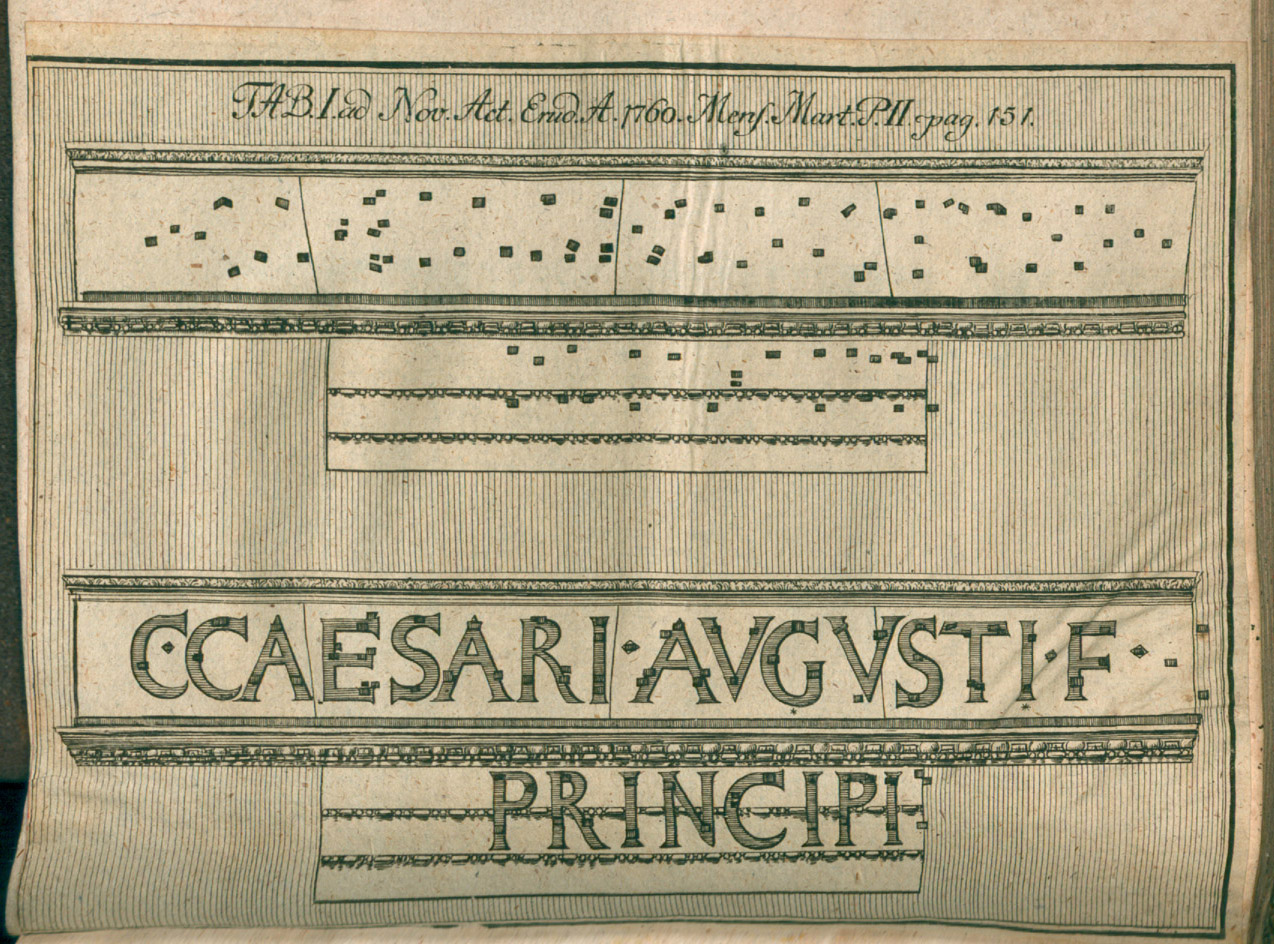
رسم توضيحي لنقد أطروحة سور لانسيان نقش de la Maison-Carrée de Nismes المنشور في Acta Eruditorum ، 1760

## هندسة معمارية

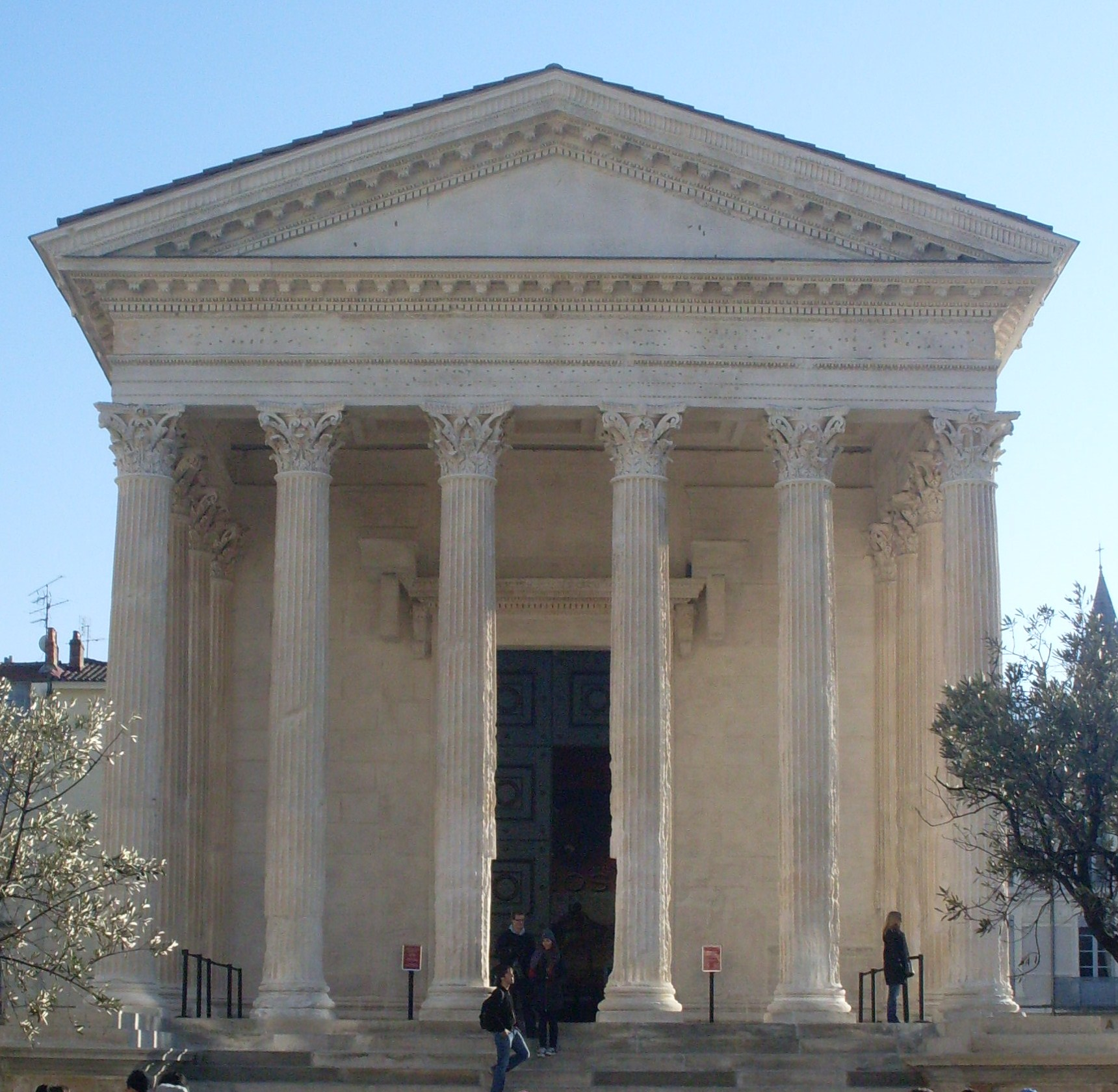
منظر أمامي

يؤدي الباب الكبير (ارتفاعه 6.87 مترًا وعرضه 3.27 مترًا) إلى التصميم الداخلي الصغير المثير للدهشة والذي لا نوافذ فيه ، حيث كان يوجد الضريح في الأصل. ويستخدم هذا الآن لإيواء سياحي الموجهة فيلم عن تاريخ الرومان نيم. لا يوجد زخرفة قديمة داخل السيلا.

## ترميمات
خضع المبنى لعملية ترميم واسعة النطاق على مر القرون. حتى القرن التاسع عشر، كانت جزءًا من مجمع أكبر من المباني المجاورة. تم هدمها عندما كان ميزون كاري يضم ما يُعرف الآن باسم متحف الفنون الجميلة (من 1821 إلى 1907)، مما أعادها إلى العزلة التي كانت ستستمتع بها في العصر الروماني. تم ترميم البروناوس في أوائل القرن التاسع عشر عندما تم توفير سقف جديد مصمم على الطراز الروماني. تم صنع الباب الحالي عام 1824.

## وصلات خارجية
- الموقع الرسمي لـ Maison Carrée (إنجليزي)
- الموقع الإلكتروني الذي أنشأته مدينة نيم - العمارة والتاريخ (بالفرنسية)
- صور ونص موجز
- صور مفصلة